# Timonius affinis
Timonius affinis är en måreväxtart som beskrevs av Asa Gray. Timonius affinis ingår i släktet Timonius och familjen måreväxter.

## Underarter
Arten delas in i följande underarter:
- T. a. affinis
- T. a. samoensis
- T. a. sapotifolius